# Enfermedad de Behçet
El síndrome o enfermedad de Behçet  es una vasculitis sistémica que se caracteriza por la asociación de úlceras genitales, aftas orales e iridociclitis con hipopion, aunque también cursa con artritis y afectación neurológica o, menos frecuentemente, de otros sistemas.
Su causa es desconocida, aunque existe asociación genética con el complejo mayor de histocompatibilidad de clase I HLA-B51.
La enfermedad es más frecuente en Japón y los países del Mediterráneo, especialmente Turquía. Por su distribución geográfica se la conoce en ocasiones como «enfermedad de la Ruta de la Seda». Recibe su nombre por el dermatólogo y científico turco Hulusi Behçet, quien la describió en 1937, como una enfermedad inflamatoria de los vasos sanguíneos aunque ya había sido estudiada por el oftalmólogo griego Benediktos Adamantiades en 1930 de forma independiente en base a los hallazgos oftálmicos.  También podría aparecer en el tercer libro de Hipócrates sobre enfermedades endémicas, escrito sobre el siglo v a. C. y en un tratado del médico chino Zhang Zhong Jing alrededor del 200 d. C. Su retrato fue representado en un antiguo sello postal turco. [2] Del Dr Hulusi Behçet se decía en el mundo científico es más fácil encontrarlo en el extranjero que en su país y es un científico más famoso en el mundo que en Turquía, conceptos que ha pasado con otros científicos con menosprecio en su país pero con alta admiración en el extranjero.

## Epidemiología
La enfermedad de Behçet es más habitual en los países de la cuenca del Mediterráneo, Turquía, Irán y el Lejano Oriente, incluidos Corea y Japón; o sea, entre los paralelos 30 y 45 de Europa y Asia. Esto se corresponde aproximadamente con el recorrido de la antigua Ruta de la Seda, donde se ha observado que la prevalencia del HLA-B51 es mayor que en otras partes del mundo. Aunque se ha sugerido que los desplazamientos humanos a través de esta red comercial podrían explicar su distribución geográfica, esto no justificaría la relativamente alta ocurrencia en países como España o Japón, que no formaban parte de la ruta. Además, existen grupos inuit en América del Norte con una alta prevalencia de HLA-B51 en los que, sin embargo, la enfermedad está prácticamente ausente. Otra hipótesis consiste en que la exposición a ciertos patógenos propios de estas zonas favorecería el desarrollo de la patología, lo cual se ve apoyado por el hecho de que exista reactividad cruzada en los enfermos de Behçet con antígenos de bacterias del género Streptococcus, aunque también podría deberse a un fenómeno secundario a un defecto de la inmunidad de mucosas.
El país con mayor prevalencia es Turquía, donde las distintas estimaciones indican que entre 20 y 420 personas de cada 100 000 padecen la enfermedad y esta es mucho más común en Anatolia que en la parte europea, donde hay entre 20 y 80 casos por cada 100 000 habitantes. Asimismo, se dan 80, 17 y 6.4 casos por cada 100 000 personas en Irán, Irak y España, respectivamente. Aunque los varones parecían representar el mayor número de enfermos, la proporción de mujeres y hombres ha tendido a igualarse en los últimos años, aunque en estos últimos cursa con más gravedad. Los síntomas diagnósticos suelen aparecer entre la tercera y cuarta década de la vida, pero pueden comenzar a cualquier edad.
Se ha descrito, además, una asociación étnica que indica que los hijos de inmigrantes turcos en Alemania tienen mayor predisposición que los nativos, pero menos que quienes viven en Turquía; otro estudio similar realizado en París señala, sin embargo, que no hay diferencias significativas en la prevalencia entre inmigrantes y los residentes en sus países de origen. Por otra parte, los armenios que viven en Turquía contraen la enfermedad de Behçet con menor frecuencia que la población general.

## Historia
El epónimo de «enfermedad de la Ruta de la Seda» fue acuñado por S. Ohno en 1982.